# 소포림프종
소포림프종(follicular lymphoma, FL)은 림프구라고 하는 특정 백혈구에 발병하는 암의 일종이다. 중심세포와 중심모세포라고 하는 B세포의 일종인 세포들이 통제되지 않고 복제되며 암이 발병한다. 이 세포들은 본래 정상적인 사람에서는 림프절과 같은 림프조직의 종자중심에서 소포 구조를 형성하고 있다. 소포란 다양한 종류의 림프구가 형성하는 소용돌이 치는 모양의 결절 구조를 의미한다. 소포림프종의 암세포들은 침윤한 조직들에서 소포, 내지는 소포와 유사한 구조를 형성한다. 이러한 구조가 소포림프종의 주된 조직학적 소견이다.
소포림프종을 가리키는, 현재는 쓰이지 않게 된 예전 용어들이 여럿 있다. 그 예로는 CB/CC 림프종 (CB가 중심모세포, CC가 중심세포를 가리킴), 결절성 림프종(nodular lymphoma), 브릴-시머스 병(Brill-Symmers Disease) 등이 있다. 아형으로는 소포 거대세포 림프종(follicular large-cell lymphoma)이라는 용어가 쓰이기도 했다. 미국과 유럽에서는 소포림프종이 비호지킨 림프종 중에서 두 번째로 자주 발생하며, 소포림프종보다 자주 발생하는 비호지킨 림프종은 미만성 거대 B세포 림프종뿐이다. 미국과 유럽 기준으로, 매년 15,000명의 환자가 새로 소포림프종을 진단 받으며 전체 비호지킨 림프종의 10~20%를 차지한다. 2018년의 연구에서는 일본도 이와 비슷한 정도의 발병률을 보인다고 알려졌다.
소포림프종의 임상 양상은 광범위하며 극히 복잡하며 아직 완전히 체계화되지 않은 상태이다. 소포림프종이 발병하기 앞서 흔히 전암질환으로서 비정상적인 중심세포 및 중심모세포가 림프조직에 축적된다. 중심세포와 중심모세포는 이후 혈류에서 순환하며 소포림프종 유형의 제자리림프신생물(follicular lymphoma type in situ lymphoid neoplasia, i.e. ISFL)이라는 무증상 질환을 일으킨다. 이 중 소수만이 소포림프종으로 진행한다. 그러나, 가장 흔한 소포림프종의 임상 양상은 목, 팔꿈치, 서혜부 등에 림프절이 부어오르는 림프절병증이 나타나는 것이다. 그보다는 적은 경우에서 위장관계 암이나 소아의 두경부 림프조직 (편도선 등) 암으로도 발생한다. 혹은 고환과 같은 림프조직이 아닌 조직에서 하나 이상의 종괴로 발생하기도 한다.
소포림프종의 임상 경과는 일반적으로 느린 편으로, 수 년간은 진행하지 않은 채로 유지되는 것이 보통이다. 그러나 매년 전체 소포림프종 환자의 2~3%에서는 매우 공격적인 3B 소포림프종 (3B FL), 혹은 공격성이 높은 미만성 거대 B세포 림프종, 또는 그 외 공격적인 B세포 암으로 진행할 수 있다. 이러한 변형된 소포림프종 (transformed follicular lymphomas. t-FL)은 근본적으로 치료가 불가능하다. 그러나 t-FL 치료에 관하여 리툭시맙과 같은 표준 화학요법 치료제들이 개발되거나, 여러 가지 기술이 진보하며 전반적인 생존 시간은 개선되고 있다. 새로운 치료 방안들을 통해 소포림프종이 t-FL로 전환되는 것을 늦출 수도 있다. 소포림프종의 이해에 관한 진보가 계속될수록 병의 치료에 있어서도 개선이 계속 이루어질 것으로 기대된다.

## 병태생리학

### 유전적 변이
제자리소포림프종 (in situ FL)이 소포림프종으로, 또는 소포림프종이 t-FL로 진행하는 과정에서는 B세포의 전구세포에 염색체 이상이나 유전자 돌연변이 등, 유전적 변이의 수가 점점 축적되는 과정이 관여하는 것으로 보인다. 이 변이 중 일부는 특정 유전자의 생산물들의 발현을 과도하게 하거나 감소시킬 수 있다. 이 생산물들은 세포들에서 더 많은 유전적 변이가 발생할 수 있는 감수성인 유전체 불안정성, 생존, 증식, 다른 조직으로의 전파 등을 조절하는 역할을 한다. 이러한 생산물들의 발현이 변화하면 결국 유전적 변이의 수가 많고 악성을 보이는 여러 B세포 클론들이 질병을 유발한다. 소포림프종의 스펙트럼상에 있는 각 질환을 일으키는 단일 유전적 변이는 없는 것으로 보이며, 그보다는 여러 개의 유전적 변이가 서로 상호작용하면서 질병이 진행하는 것으로 보인다.

#### 제자리소포림프종
제자리소포림프종 (ISFL)은 단일 클론 B세포, 즉 하나의 세포에서 유래한 세포들이 림프조직의 종자중심에 축적된 상태이다. 이 세포들은 모두 병적인 유전적 이상을 가지고 있는 경우가 흔한데, 발생할 수 있는 유전적 이상의 예로는 14q32와 18q21 간의 전좌가 있다. 14q32와 18q21 사이의 전좌, 즉 t(14;18)(q32;q21)이 발생하면 18번 염색체의 q21.33 위치에 있는 B세포 림프종 2 (BCL2) 유전자가 14번 염색체의 q32 위치에 있는 면역글로불린 중쇄 유전자자리 (IGH@) 근처에 나란히 놓이게 된다. 그 결과 BCL2 유전자에서 생산물인 BCL2 세포자멸사 조절인자 (Bcl2 등)를 과발현한다. Bcl2는 세포예정사를 억제하여 세포의 생존 기간을 늘리는 역할을 한다. ISFL을 일으키는 B세포에서 Bcl2가 과발현되는 것이 병적 상태의 발생과, 보다 악성으로 진행하는 데에 핵심적인 요소라고 생각되고 있다. 50~67% 정도의 건강한 사람에서도 100,000개당 1개 꼴의, 적은 수의 순환 중인 유핵혈구에서 이 t(14,18)(q32,q21) 전좌를 가지고 있다. 나이가 들수록, 또는 담배를 피우는 경우 이 소견의 발생률이 증가하는 양상을 보인다. 이 전좌를 가지고 있다 해도 대다수의 사람들에서는 ISFL이 생기지 않으므로, t(14:18)(q32:q21) 전좌는 세포의 생존을 길게 하긴 하지만 암이 생기는 데에 한 단계일 뿐이라고 추정된다. 이 전좌는 골수의 미성숙 B세포, 즉 pre-B세포나 pro-B세포가 초기 발생을 거치는 동안 발생하는 것이라는 주장이 있다. 발생을 거친 B세포들은 혈액 내를 자유로이 순환하다가 림프소포의 종자중심에서 중심세포 및 중심모세포로 축적/성숙되어 드물게 ISFL을 일으킬 수 있다. 이러한 ISFL을 잘 일으키는 기전은 아직 불명확하다.
ISFL은 진단 이후 첫 10년 동안 1년마다 약 2~3%가 소포림프종으로 진행한다. 이러한 진행 과정에서 t(14,18)(q32;q21) 전좌가 이미 발생한 ISFL B세포에서 추가적인 유전적 이상이 생길 것으로 생각된다. 다음과 같은 유전자들의 돌연변이가 생기는 것으로 의심된다. 1) EZH2 : 여러 유전자들의 전사 억제 상태를 유지하는 데에 관여하는 PRC2 패밀리 단백질을 암호화한다. 소포림프종 환자의 27% 정도에서 돌연변이가 나타난다. 2) CREBBP : 다양한 유전자의 활성화에 기역하는 CREB 결합 단백질을 암호화한다. 3) TNFSF14 종양괴사인자 수퍼패밀리에 속하며, 림프계 세포의 활성화에 보조자극 인자로 기능하는 것으로 추정되는 종양괴사인자 수퍼패밀리 14를 암호화한다. 4) KMT2D : 다양한 유전자의 발현을 조절하는 히스톤 메틸기전이효소인 메틸히스톤-라이신 N-메틸기전이효소 2D를 암호화한다. ISFL은 다수의 복제수 변이, 가령 관련 유전자의 중복이나 결실 변이를 획득할 수 있는데, 이러한 변이들이 소포림프종 발병에 일조할 수 있다. 이 모든 경우들에서 ISFL의 B세포가 획득한 유전적 이상의 수는 소포림프종의 경우보다 훨씬 적다.

#### 소포림프종
소포림프종에서 발견되는 유전적 변이에는 다음과 같은 것들이 있다. 1) t(14:18)(q32:q21.3) 전좌 (전체의 85~90%), 2) 1p36 결실 (즉, 1번 염색체의 장완에 있는 q36 위치의 결실. 전체의 60~70%). 이로 인해 TNFAIP3 유전자가 결실되는데, 이 유전자는 알파-유도 단백질 3을 암호화한다. 알파-유도 단백질 3은 NF-κB가 활성화되는 것을 막아 세포자멸사로 인한 세포의 사망을 차단하고, 유비퀴틴 연결효소 활성을 가지므로 림프구의 면역 반응을 조절하는 역할을 한다. 3) PR 도메인 아연 집게 단백질을 암호화하는 PRDM1 유전자의 돌연변이. 이 단백질은 B세포의 성숙과 증식을 촉진한다. 4) ISFL에서 발견되는 돌연변이와 같은 돌연변이로, 가령 KMT2D (전체의 85~90%), CREEBP (전체의 40~65%), BCL2 (전체의 40~65%), EZH2 (전체의 20~30%) 돌연변이 등이 있다. 그 외에도 히스톤 변형 유전자인 HIST1H1E (전체의 20~30%), 세포의 성장, 생존, 사멸, 증식을 조절하는 유전자인 RRAGC 유전자 (전체의 ~17%)에도 돌연변이가 생길 수 있다. 전체의 15% 이하에서는 여러 다른 유전자의 돌연변이가 발생할 수 있는데, 유전자의 예로는 MEF2B, STAT6, EP300, ARID1A, SLC22A2, CARD11, FOXO1, GNA12, B2M (베타2 마이크로글로불린 암호화 유전자), SGK1 등이 있다. t(14:18)(q32:q21.3) 전좌나 EZH2 돌연변이는 유전자와 그 생산물의 발현과 기능을 얻는 쪽의 돌연변이지만, 그 외 다른 유전적 변이들은 일반적으로 유전자 생산물이 만들어지지 않거나 기능이 소실되는 방향의 변이이다. 그러나 ISFL이 FL로 진행되는 것을 촉진하는 면에서 이러한 유전적 이상들이 명확하게 어떤 역할을 하는지는 아직 불명확하다.

#### 형질전환 소포림프종
소포림프종이 가장 공격적인 상태 또는 다른 종류의 공격성이 큰 림프종으로 형질전환되는 데에는 다음의 유전적 변이들이 관련될 수 있다. 1) 주로 CREEBP, KMT2D, STAT6, CARD11 (BCL10과 상호작용하며 NF-κB을 활성화시켜 세포 생존을 조절하는 구아닐산 인산화효소를 암호화) 등의 유전자를 활성화시키는 돌연변이, 2) 여러 가지 유전자 발현 조절의 변화, 3) 세포를 활성화시키는 여러 사이토카인의 과도한 생산과 CD79B (B세포 수용체를 구성하는 Ig-베타 단백질을 암호화), 4) gene-inactivating mutations in TNFAIP3, CD58 (세포 부착 분자 중 하나인 림프구 기능 관련 항원 3을 암호화하는데, 이 분자는 T세포 활성화에 관여함), CDKN2A (종양 억제 단백질인 p16INK4a과 p14arf를 암호화), CDKN2B (사이클린 의존적 인산화효소 억제인자 2B를 암호화), (이때 CDKN2 유전자 두 개는 비활성화되었을 때 유전체 불안정성을 일으켜 다른 유전자 돌연변의 빈도도 증가시킴), 그리고 TNFRSF4 (종양괴사인자 수용체 중 하나를 암호화), 5) 세포 증식을 촉진하는 여러 유전자를 조절하는 c-Myc 전사인자를 암호화하는 전암유전자(proto-oncogene) c-MYC의 발현 감소 또는 증가.

### 종양 환경
종양이 아닌 면역세포나 기질세포, 내지는 조직의 세포외기질이 종양성 소포세포가 생존하고, 증식하며, 면역계의 감시를 회피하는 데에 도움이 되는 경우가 있다. 가령 여러 연구들은 다음과 같은 사실들을 밝혔다. 1) 소포수지상세포, 섬유모세포성 망상세포, 보조 T세포는 종양성 소포 B세포가 성장할 수 있게 하며 생존 신호를 준다. 2) 종양성 소포 B세포는 자신들에게 가해지는 면역 반응을 억제하기 위해 조절 T세포를 동원한다. 3) 원래 정상적으로는 종양 세포를 죽여야 하는 세포독성 T세포는 종양성 소포세포가 있는 경우 기능이상을 보인다. 4) 골수의 기질세포는 직접적으로 종양성 소포세포의 성장을 돕는다. 질병이 일찍 진행하는 데에는 감소한 면역 침윤 정도가 강하게 연관되어 있다고 밝혀져 있다.

## 임상 증상과 경과

### 제자리소포림프종
소포림프종이 생기기 전에는 보통 ISFL이 먼저 발생하며, ISFL은 대개 다른 이유로 생검을 시행한 조직에서 발견되는 무증상 질환이다. ISFL이 있는 환자에서 추적관찰로 검사를 실시했을 때 소포림프종이 드물게 발견될 수 있다. 비슷하게, 10,000개의 순환 림프구 중 1개 초과의 림프구가 t(14;18)(q32;q21) 전좌를 가진 사람은 소포림프종의 발생 위험이 증가하긴 하지만 여전히 그 절대적인 위험성은 낮은 편으로, 추적관찰 검사에서 소포림프종으로 진단되는 경우가 있을 수 있다.